# ماري هاتشر
ماري هاتشر (بالإنجليزية: Mary Hatcher)‏ هي ممثلة أمريكية، ولدت في 6 يونيو 1929 في الولايات المتحدة، وتوفيت بنفس المكان في 3 أبريل 2018.

## وصلات خارجية
- ماري هاتشر على موقع IMDb (الإنجليزية)
- ماري هاتشر على موقع روتن توميتوز (الإنجليزية)
- ماري هاتشر على موقع قاعدة بيانات برودواي على الإنترنت (الإنجليزية)
- ماري هاتشر على موقع قاعدة بيانات الفيلم (الإنجليزية)